# Vincenzo Pellecchia
Vincenzo Pellecchia (* 23. Dezember 1985 in Neapel) ist ein ehemaliger italienischer Fußballspieler.

## Karriere
Pellecchia kam 2004 aus der U-19 des renommierten Vereins FC Empoli, Empoli spielte zu diesem Zeitpunkt in der Serie A und war in der Offensivabteilung stark besetzt, so dass Pellecchia keine Chance hatte, sich zu beweisen, er wurde daher mehrmals an Drittligisten verliehen, um Spielpraxis zu sammeln. In Pisa kam er auf insgesamt 28 Einsätze, davon zwei im Pokal. In dieser Zeit traf er dreimal und bereitete weitere drei Tore vor. Dennoch war die Konkurrenz in Empoli nach seiner Rückkehr zu stark und außer den zwei kurzen Pokaleinsätzen bekam Pellecchia keine weiteren Gelegenheiten. Daher verließ er den Verein und setzte seine Karriere bei diversen Drittligisten fort, bis er 2019 seine Karriere beendete.